# Haplocytheridea setipunctata
Haplocytheridea setipunctata är en kräftdjursart. Haplocytheridea setipunctata ingår i släktet Haplocytheridea och familjen Cytherideidae. Inga underarter finns listade i Catalogue of Life.